# Heterodoxia
El término heterodoxia, de origen griego, hace referencia a la cualidad del heterodoxo o disconforme con el dogma de una religión. Por heterodoxia también se entiende la doctrina u opinión que no está de acuerdo con la sustentada por la mayor parte de un grupo (que constituiría el dogma, statu quo o posición ortodoxa) y, en especial, la que aparece ante la gran mayoría como disidente, herética, extraña o insólita, o incluso apartada de lo aceptable y reprobada. 
En las sociedades intolerantes, con menor libertad de conciencia, donde existen opiniones obligatorias o dogmas, la heterodoxia es castigada y quienes la sustentan son menospreciados, silenciados, marginados, expulsados de la sociedad o más o menos abiertamente eliminados. Según el sociólogo Zygmunt Bauman, esto sucede más en las que llama culturas cultivadas o de jardinero y las tácticas que se utilizan son:
- Estrategia émica: Separación del otro excluyéndolo.
- Estrategia fágica: Asimilación del otro despojándole de su otredad.
- Invisibilización del otro para que desaparezca del propio mapa mental.

Sus opiniones son ignoradas, olvidadas o censuradas. En el ámbito religioso dogmático se denomina herejía, y en cierto sentido próximo a este la utiliza el famoso pensador y erudito católico español decimonónico Marcelino Menéndez Pelayo en su Historia de los heterodoxos españoles, donde analiza la doctrina e ideología de los pensadores, herejes o heresiarcas que se han apartado de la tradición cultural española, que este autor identifica con la postulada por el Cesaropapismo y la Iglesia católica. 
Por otra parte, en sociología, la heterodoxia viene a constituirse en un factor enriquecedor, dinamizador y renovador de la sociedad y posee un valor constructivo diferente al de la simple anomia, que viene a ser la vertiente destructiva de la heterodoxia al impedir el consenso, la gobernabilidad y la cohesión social.